# Misirizzi

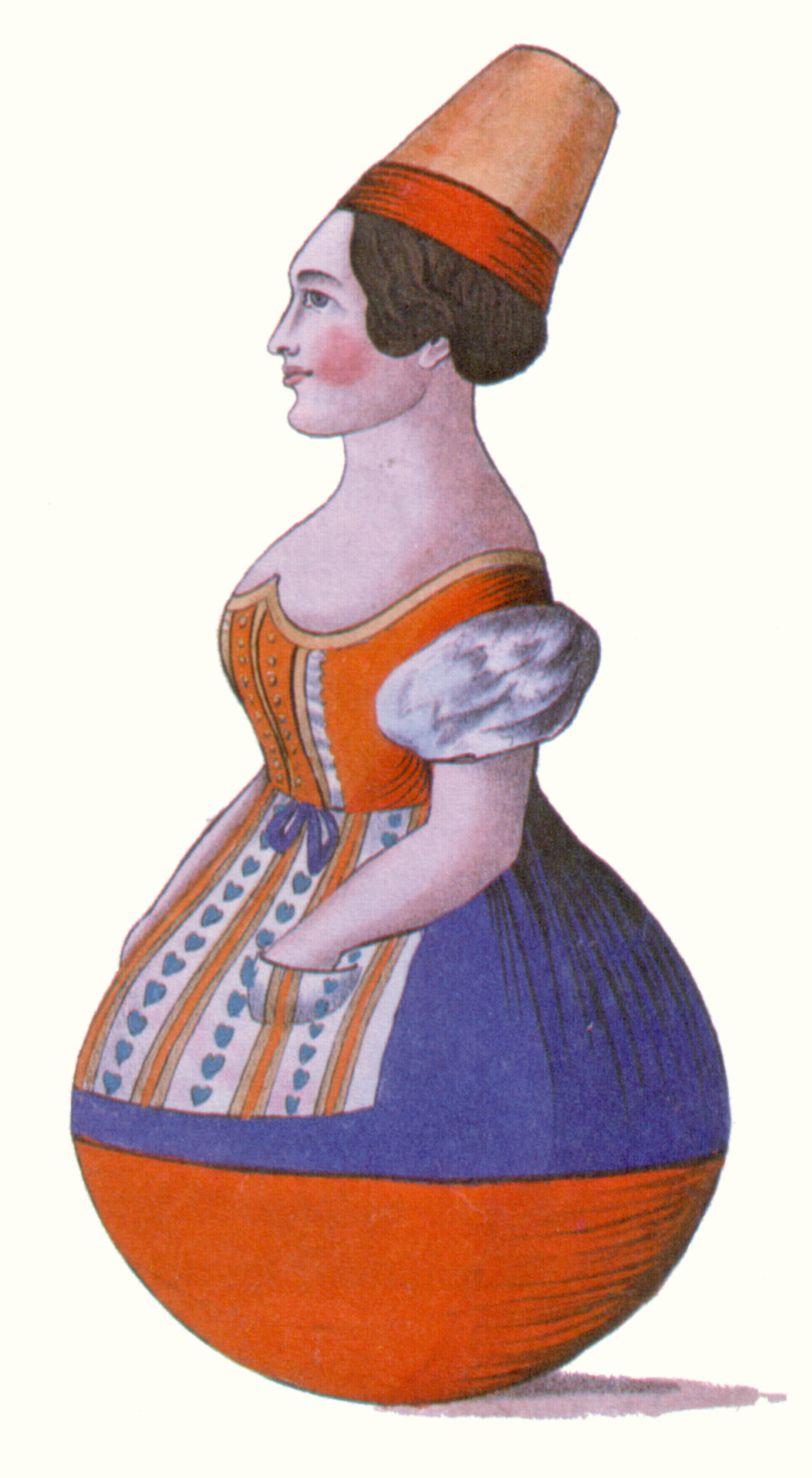
Un misirizzi

Il misirizzi è un giocattolo di forma ovoidale che se sbilanciato tende a ritornare in posizione eretta. La base del giocattolo ha forma rotondeggiante, simile ad una semisfera, all'interno del quale è alloggiato un peso che tende, dopo aver fatto oscillare il giocattolo per alcuni istanti, a far ritornare nella posizione eretta il giocattolo ogni volta che viene sbilanciato.

Quando la figura è spinta, il peso collocato nel misirizzi sposta il centro di massa dalla linea verde a quella arancione, causando l'oscillazione della figura che poi ritornerà nella forma di equilibrio iniziale, cioè quella eretta

Giocattolo diffuso almeno dal XVII secolo, il più delle volte rappresenta una figura umana, più raramente ha forma animale.
Differenti culture hanno evoluto un giocattolo dalle caratteristiche simili, come il okiagari-koboshi e il daruma della cultura giapponese.

## Ercolino sempre in piedi
Agli inizi degli anni sessanta, l'azienda Galbani regalava, tramite raccolta punti, Ercolino sempre in piedi, un pupazzo di plastica gonfiabile con le sembianze di Paolo Panelli (che all'epoca era testimonial della crema Bel Paese con il personaggio di Ercolino all'interno di Carosello), alto un'ottantina di centimetri, la cui base veniva riempita d'acqua in modo da dare stabilità al pupazzo che una volta sbilanciato tornava in posizione eretta. Nel 2013 il pupazzo è tornato protagonista di un concorso indetto sempre dalla Galbani.